# Camarena de la Sierra
Camarena de la Sierra è un comune spagnolo di 165 abitanti situato nella comunità autonoma dell'Aragona.